# Isla Afognak
La isla Afognak es una de las islas del archipiélago Kodiak, un archipiélago costero que se localiza en la costa suroccidental del estado de Alaska, EE. UU.. La isla está situada a unos 5 km al norte de la isla principal del archipiélago, la isla de Kodiak. Tiene una longitud, de este a oeste, de 69 km y, de norte a sur, de 37 km y tiene una superficie de 1812.58 km², siendo por superficie la 18.ª isla mayor de los EE. UU. y la 219.ª del mundo. 

## Geografía

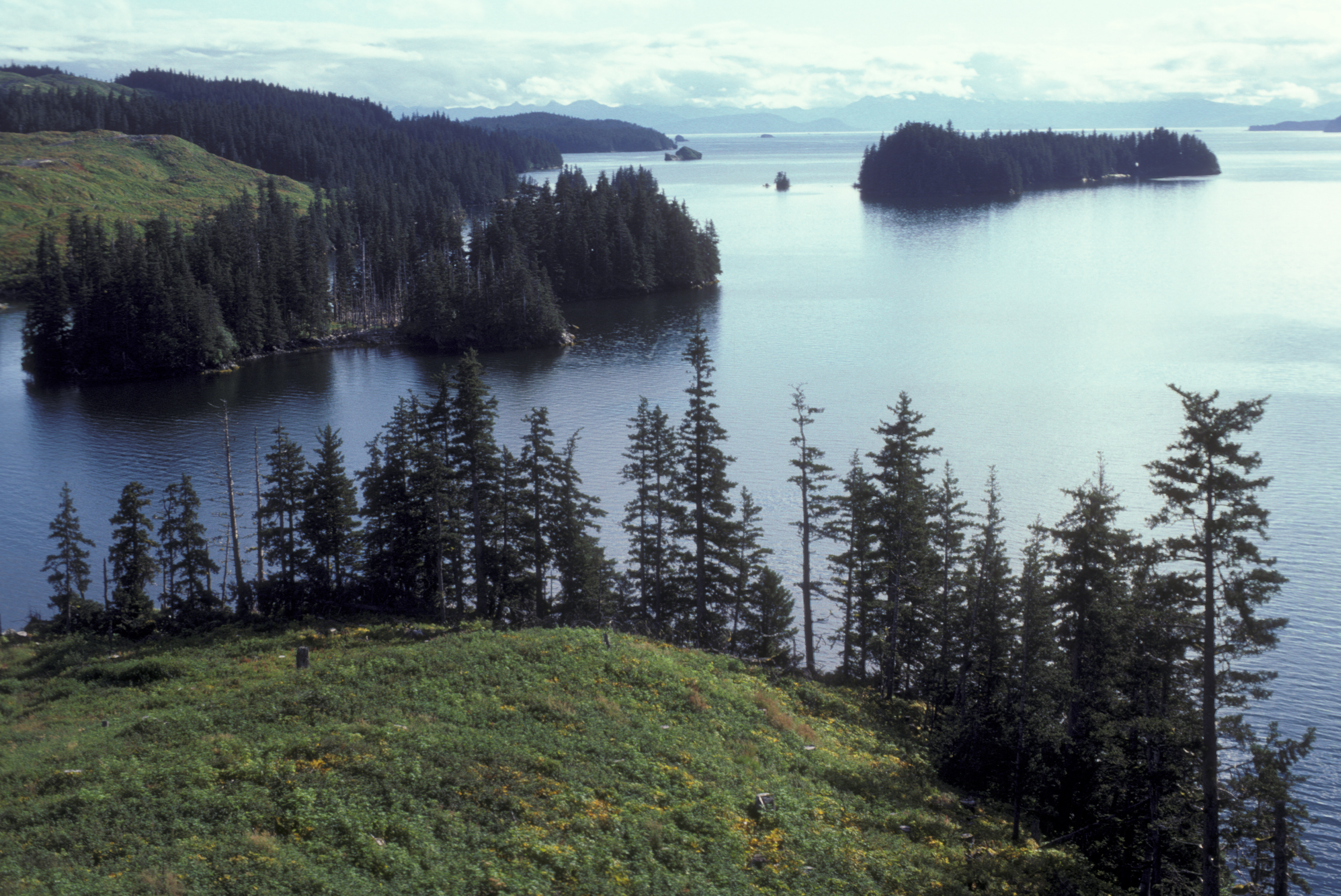
Vista de una de las bahías de la isla, la bahía Kazakof.

La isla Afognak está situada a unos 5 km al norte de la isla de Kodiak, de la que la separan las islas de Raspberry y Whale, ambas en aguas del estrecho de Kupreanof y separadas de Afognak por los homónimos estrechos de Raspberry y Afognak, respectivamente. La costa de la isla está dividida por muchas largas y estrechas bahías, como las bahías Duck e Izhut, en la costa meridional; la bahía Paramanof, en la costa occidental; y las bahías Tonki y Perenosa, en la costa septentrional. La costa sureste de la isla se abre a la bahía de Marmot.
La isla tiene cerca varias islas costeras pertenecientes al archipiélago Kodiak: por el este, la isla Marmot, de la que la separa el estrecho homónimo de Marmot; por el norte, la isla Shuyak; y, por el oeste, la pequeña isla de Ban. 
El punto más alto de la isla, sin nombrar, tiene 776 m.
La mayoría de la isla pertenece al bosque nacional Chugaff y en la parte occidental se ha declarado un parque estatal, el Afognak Island State Park. Los densos bosques de abetos de Afognak son el hogar del oso pardo, el ciervo de Roosevelt y el cordero de Sitka de cola negra. Muchas personas visitan la isla para practicar la caza y la pesca. 

## Historia

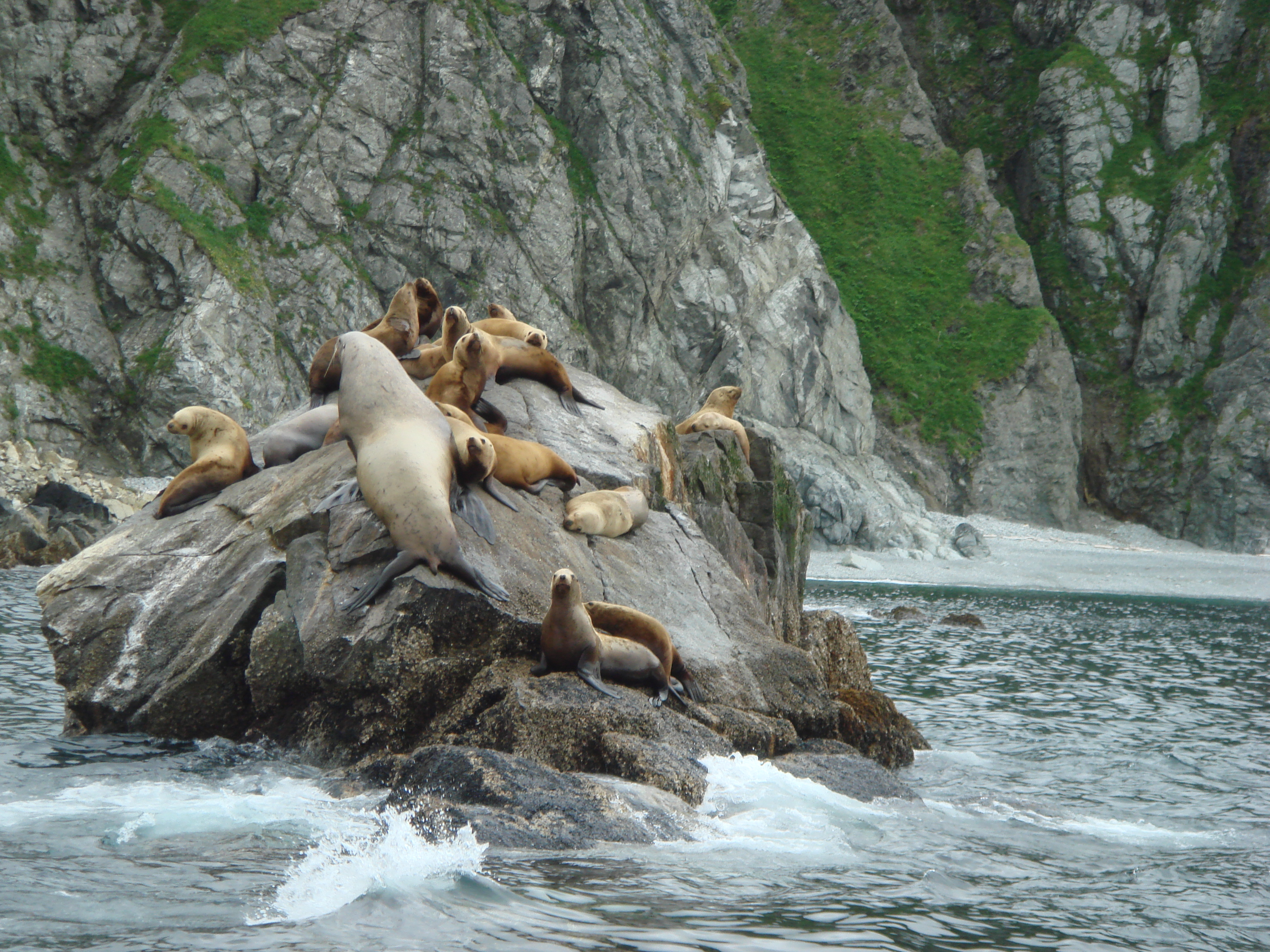
Leones marinos en la costa de la isla Afognak, cerca de la isla de Kodiak (Alaska)

El censo de los Estados Unidos de 1890 ya recogió la existencia de una serie de asentamientos a lo largo de las playas cerca del pueblo alutiiq de Ag'waneq (también llamado Afognak), incluyendo el pueblo de Rutkovski, habitado por un grupo de empleados retirados de la Compañía Ruso-americana. 
Ag'waneq fue abandonada después del terremoto Good Friday de 1964 (terremoto de Viernés Santo) que devastó la isla. Los descendientes de los habitantes nativos de la isla son reconocidos oficialmente como el pueblo natal de Afognak, y la mayoría de ellos viven en Port Lions o Kodiak. 
Hoy en día, hay algunos pequeños campamentos y albergues de pesca en la isla, y una comunidad de viejos creyentes rusos en Aleneva. La economía se basa en la subsistencia y la explotación forestal. El transporte es proporcionado por hidroavión desde Kodiak a diversas zonas de la isla. El censo de los Estados Unidos de 2000 arrojó una población de 169 personas.